# Louis de Rivery
Louis de Rivery est un homme politique français né le 19 février 1742 à Nantes (Loire-Atlantique) et décédé le 3 avril 1816 à Amiens (Somme).

## Biographie
Négociant à Saint-Valery-sur-Somme, maire de la ville en 1790, administrateur du département, il est député de la Somme en 1791, siégeant avec les réformateurs. Il est réélu à la Convention et vote pour la détention de Louis XVI. Il entre le 4 brumaire an IV au Conseil des Cinq-Cents. Il est conseiller de préfecture de 1800 à 1816.

## Sources
- « Louis de Rivery », dans Adolphe Robert et Gaston Cougny, Dictionnaire des parlementaires français, Edgar Bourloton, 1889-1891 [détail de l’édition]